# Флеш Валонь 2024
88-й выпуск  Флеш Валонь — шоссейной однодневной велогонки по дорогам Бельгии. Гонка прошла 17 апреля 2024 года в рамках Мирового тура UCI 2024. Победителем стал великобританский велогонщик Стивен Уильямс.

## Участники
Автоматически приглашения на гонку приняли все 18 команд категории UCI WorldTeam и семь команд категории UCI ProTeam.
| UCI WorldTeams (18)- Arkéa-B&B Hotels - Alpecin-Deceuninck - Astana Qazaqstan Team - Bahrain Victorious - Bora-Hansgrohe - Cofidis - Decathlon-AG2R La Mondiale - EF Education-EasyPost - Groupama-FDJ - Ineos Grenadiers - Intermarché-Wanty - Lidl-Trek - Movistar Team - Soudal Quick-Step - Team dsm-firmenich PostNL - Team Jayco AlUla - Team Visma \| Lease a Bike - UAE Team Emirates UCI ProTeams (7)- Bingoal WB - Euskaltel-Euskadi - Israel-Premier Tech - Lotto Dstny - Q36.5 Pro Cycling Team - TotalEnergies - Uno-X Mobility |
| |

## Маршрут
88-й этап Флеш Валонь в сороковой раз завершится на вершине легендарного Мур-де-Гюи. Но впервые пелотону предстоит четыре раза преодолеть сложный подъем по Шемин-де-Шапель на финальной трассе протяженностью 31,6 км, которая включает Кот-Дерефф и сам Мур-де-Гюи. Последний, протяженность которого составляет 1,3 километра, а средний уклон составляет 9,6 %, станет испытанием для гонщиков в их стремлении сменить Тадея Погачара, чемпиона 2023 года. Старт будет дан в Шарлеруа, это уже тридцатый раз, когда здесь проводится старт гонки.

## Ход гонки
Холодная погода, дождь и даже небольшой снег значительно повлияли на гонку. На втором из четырех восхождений на Мюр-де-Уи многие гонщики не смогли справиться с холодом и покинули дистанцию. Одним из наиболее пострадавших от переохлаждения стал Маттиас Скельмосе — призер Флеш Валлонь 2023. За 60 км до финиша он прекратил борьбу из-за сильного охлаждения, и смог слезть с велосипеда только с помощью одного из соньёров. В итоге, из 174 стартовавших, финишировали только 44.
При четвёртом восхождении на холм Мюр-де-Уи Уильямс оказался единственным, кто сумел атаковать на этом участке, и никто из соперников не смог ответить на его действия. Этого небольшого преимущества оказалось достаточно, чтобы стать победителем.

## Результаты
| \| Генеральная классификация \| Генеральная классификация \| Генеральная классификация \| Генеральная классификация \| Генеральная классификация \| \| Гонщик \| Гонщик \| Команда \| Время \| \| \| ------------------------- \| -------------------------- \| -------------------------- \| ------------------------- \| ------------------------- \| \| 1-й \| Стивен Уильямс \| Israel-Premier Tech \| 4ч 40' 24 \| \| \| 2-й \| Кевин Воклен \| Arkéa-B&B Hotels \| + 0 \| \| \| 3-й \| Максим Ван Гилс \| Lotto Dstny \| + 3 \| \| \| 4-й \| Бенуа Конфруа \| Decathlon-AG2R La Mondiale \| + 3 \| \| \| 5-й \| Сантьяго Буитраго \| Bahrain Victorious \| + 3 \| \| \| 6-й \| Тобиас Халланд Йоханнессен \| Uno-X Mobility \| + 10 \| \| \| 7-й \| Ромен Грегуар \| Groupama-FDJ \| + 10 \| \| \| 8-й \| Дориан Годон \| Decathlon-AG2R La Mondiale \| + 10 \| \| \| 9-й \| Тиш Бенот \| Team Visma \\| Lease a Bike \| + 10 \| \| \| 10-й \| Гийом Мартен \| Cofidis \| + 10 \| \| |                            |                            |           |
| |                            |                            |           |
| Источник: ProCyclingStats |                            |                            |           |
| Генеральная классификация |                            |                            |           |
| Гонщик | Гонщик                     | Команда                    | Время     |
| 1-й | Стивен Уильямс             | Israel-Premier Tech        | 4ч 40' 24 |
| 2-й | Кевин Воклен               | Arkéa-B&B Hotels           | + 0       |
| 3-й | Максим Ван Гилс            | Lotto Dstny                | + 3       |
| 4-й | Бенуа Конфруа              | Decathlon-AG2R La Mondiale | + 3       |
| 5-й | Сантьяго Буитраго          | Bahrain Victorious         | + 3       |
| 6-й | Тобиас Халланд Йоханнессен | Uno-X Mobility             | + 10      |
| 7-й | Ромен Грегуар              | Groupama-FDJ               | + 10      |
| 8-й | Дориан Годон               | Decathlon-AG2R La Mondiale | + 10      |
| 9-й | Тиш Бенот                  | Team Visma \| Lease a Bike | + 10      |
| 10-й | Гийом Мартен               | Cofidis                    | + 10      |